# Michael Berlenz
Michael Berlenz (* 9. August 1805 in Ipthausen (heute Bad Königshofen im Grabfeld); † 2. Februar 1879) war ein fränkischer Kaufmann und Politiker.
Berlenz war Bürgermeister der Stadt Königshofen im Grabfeld. Von 1855 bis 1858 gehörte er als Abgeordneter des Wahlbezirks Hofheim der Kammer der Abgeordneten des Bayerischen Landtags an. 
Nach dem Tod des Abgeordneten Karl Christian Stauber rückte Berlenz am 3. Januar 1861 erneut in den Landtag nach, dem er bis zum Ende der Wahlperiode im November des gleichen Jahres angehörte. Ebenso war er ab 24. April 1865 Nachfolger des ausgetretenen Kilian Hauck. Im Frühjahr des Jahres 1868 stellte Berlenz wegen Krankheit Antrag auf Entlassung aus dem Landtag, der am 24. April 1868 genehmigt wurde.